# Juditter Kirche

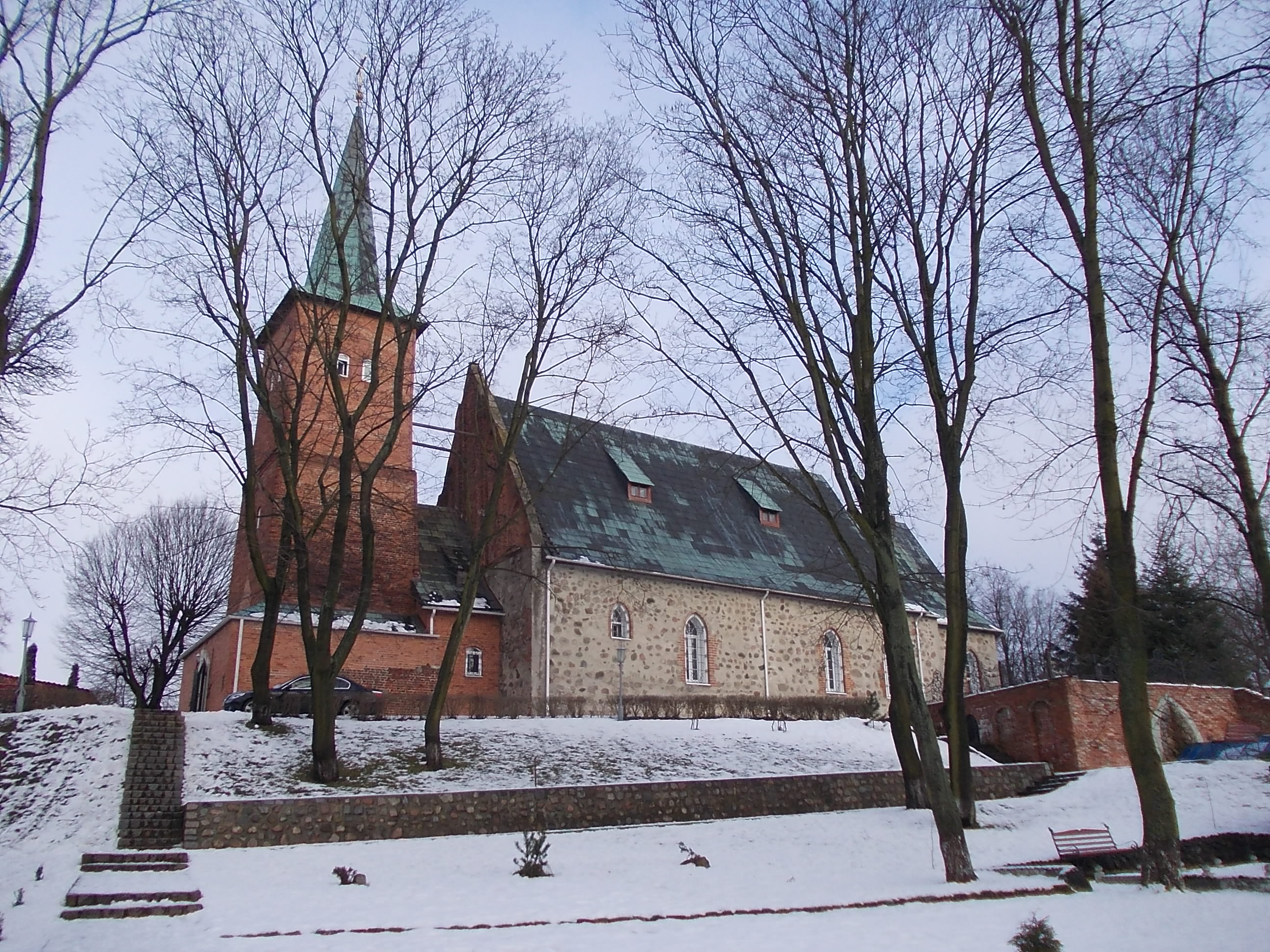
Die Nikolaikirche (Januar 2012)

Die Juditter Kirche ist eine Kirche in Juditten, einem ehemaligen westlichen Vorort von Königsberg (heute Stadtteil Mendelejewo) im Zentralrajon von Kaliningrad. Sie wurde Ende des 13. Jahrhunderts errichtet. Die von der Reformation bis 1945 lutherische Kirche gehört seit 1985 als Nikolaikirche (russisch Свято-Никольская церковь Swjato-Nikolskaja zerkow) der Russisch-Orthodoxen Kirche.

## Geschichte des Kirchengebäudes

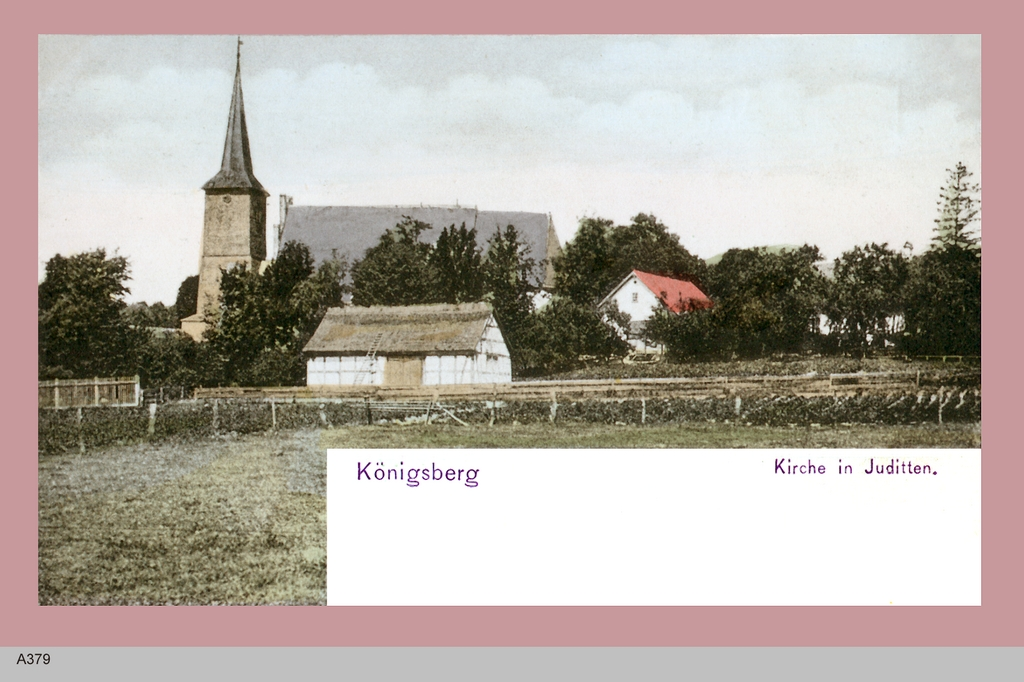
Juditter Kirche (1908)

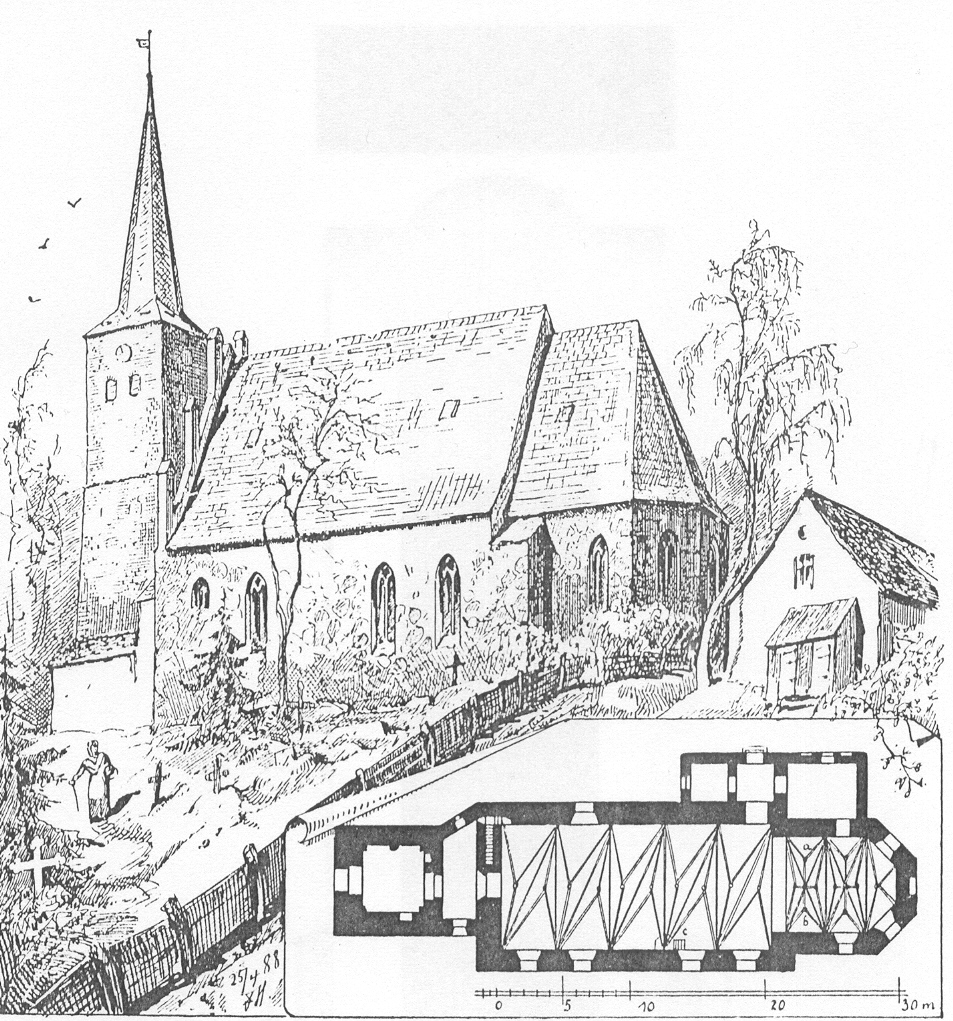
Juditter Kirche (1898)

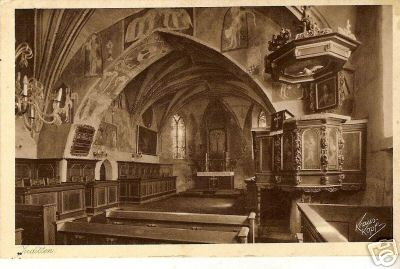
Innenansicht der Kirche von Juditten aus der Zeit vor 1945

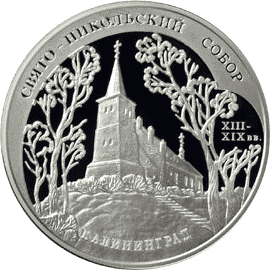
Dreirubelmünze aus dem Jahr 2005

Die Juditter Kirche gehört zu den ältesten Gotteshäusern des Samlands. Sie wurde durch den Deutschen Orden zwischen 1288 und 1298 als Wehrkirche errichtet. Sie diente in ihrer Frühzeit auch schon als Wallfahrtskirche. Kirchenschiff und Chor sind aus Feldsteinen errichtet. Nur die Westwand ist aus Backstein. In die ursprünglich flachgedeckte Kirche wurde 1330 Gewölbe in  eingezogen, das in der Folgezeit ausgemalt wurde.
Der Glockenturm stand ursprünglich separat neben dem Kirchenschiff und hatte keine ebenerdig beginnende Treppe, was für eine Wehrkirche zweckmäßig war. Eine enge Steintreppe führte aus dem Langhaus in dessen Stirnrand nach oben. Die backsteinerne Turmbasis entstand gegen Ende des 14. Jahrhunderts.
Um 1470 war dem Kirchenschiff die Familiengruft von Roeder hinzugefügt worden, die ein breites, flaches Tonnengewölbe hatte. In der Gruft wurden später auch die sterblichen Überreste des preußischen Generalfeldmarschalls Johann von Lehwaldt (1685–1768) beigesetzt, der im Siebenjährigen Krieg durch die Schlacht bei Groß-Jägersdorf 1757 gegen die Russen bekannt geworden war.
Im Jahr 1820 wurde der bis dahin alleinstehende Glockenturm durch eine tonnengewölbte Quervorhalle mit dem Kirchenschiff verbunden, in die das Gewölbe der Familiengruft baulich integriert wurde.
Die Kirche überstand den Zweiten Weltkrieg bis zur Eroberung von Juditten durch die Rote Armee 1945 praktisch unbeschadet. Dann wurde sie geplündert und bis in die 1970er Jahre dem Verfall preisgegeben. In den 1960er Jahren stürzte das Dach ein, später auch ein Teil der Wände.
Anfang 1980 wurde das ruinöse Gebäude der Russisch-Orthodoxen Kirche überlassen, welche es bis 1990 restaurierte. Die 1945 vernichtete deutsche Ausstattung wurde in orthodoxem Sinne ersetzt. Bereits am 6. Oktober 1985 war die Kirche – als erste christliche Kirche zur Sowjetzeit in Kaliningrad – nach dem heiligen Nikolaus von Myra neu geweiht worden und heißt seither Nikolaikirche (russisch Свято-Никольская церковь Swjato-Nikolskaja zerkow). 1988 fand zu Ehren des 1000. Jahrestages der Taufe der Rus der erste Gottesdienst statt. Die Kirche ist heute Hauptkirche des gleichnamigen Frauenklosters der Eparchien Kaliningrad und Baltijsk der Russisch-Orthodoxen Kirche, daneben touristische Attraktion. Im Jahr 2005 brachte die russische Münze ein Dreirubelstück in Silber heraus.

## Kirchengemeinde
Eine Kirchengemeinde in Juditten bestand bereits in vorreformatorischer Zeit. Die Reformation hielt hier bereits früh Einzug. Damals gehörte Juditten zur Inspektion Schaaken (russisch: Schemtschuschnoje), bis 1945 war der Ort dann in den Kirchenkreis Königsberg-Land II (Bereich nördlich des Pregel) innerhalb der Kirchenprovinz Ostpreußen der Kirche der Altpreußischen Union eingegliedert. Seit 1928 bestand die Filialgemeinde Metgethen (heute russisch: Possjolok imeni Alexandra Kosmodemjanskowo), die vom Amtsinhaber der zweiten Pfarrstelle von Juditten betreut wurde.
Anfang der 1980er Jahre fasste in Mendelejewo die Russisch-Orthodoxe Kirche Fuß und bildete nach 1990 eine eigene Gemeinde innerhalb der Diözese Kaliningrad und Baltijsk (bis 2009: Diözese Smolensk und Kaliningrad).
Im Bereich Mendelejewos lebende evangelische Kirchenglieder sind heute der Auferstehungskirche in Kaliningrad (Königsberg) zugeordnet. Sie gehört zur Propstei Kaliningrad der Evangelisch-lutherischen Kirche Europäisches Russland.

## Kirchspielorte (bis 1945)
Zur Kirche von Juditten gehörten vor 1945 neben dem Pfarrort noch 30 Kirchspielorte:
| Deutscher Name                  | Russischer Name |  | Deutscher Name       | Russischer Name                            |  | Deutscher Name | Russischer Name |
| ------------------------------- | --------------- |  | -------------------- | ------------------------------------------ |  | -------------- | --------------- |
| Adlig Friedrichswalde           |                 |  | Groß Friedrichsberg  | Sowchosnoje                                |  | Rathshof       | Woduschny       |
| Am Fort                         |                 |  | Groß Holstein        | Pregolski                                  |  | Rieselfeld     |                 |
| Bahnhof                         |                 |  | Halbehufe            |                                            |  | Spittelhof     |                 |
| Charlottenburg                  | Lermontowo      |  | Klein Friedrichsberg |                                            |  | Spittelkrug    |                 |
| Dammkrug                        |                 |  | Klein Holstein       |                                            |  | Spittelpark    |                 |
| Fischhof                        |                 |  | Lawsken              | Mendelejewo                                |  | Waldgarten     |                 |
| Forsthaus                       |                 |  | Louisenthal          |                                            |  | Waldschlößchen |                 |
| Fort 5 „Friedrich Wilhelm III.“ |                 |  | Marienberg           | Mendelejewo                                |  | Wallenthal     |                 |
| Fort 6 „Königin Luise“          |                 |  | Metgethen            | Possjolok imeni Alexandra Kosmodemjanskowo |  | Wehrdamm       |                 |
| Fürstenteich                    |                 |  | Moditten             | Possjolok imeni Alexandra Kosmodemjanskowo |  | Wilky          | Mendelejewo     |

## Pfarrer (bis 1945)
Von der Reformation bis zum Jahre 1945 amtierten an der Kirche von Juditten 29 evangelische Geistliche:
- Johann Cramer, bis 1533
- Johann NN., bis 1534
- Wenceslaus Jencker, bis 1535
- Paul Cosninck, bis 1554
- Michael Schönwaldt, ab 1570
- Urban Meyer, 1574–1619
- Rüdiger Jacob, 1612–1620
- Joachim Neresius, 1620
- Heinrich Haltermann, ab 1621
- Jacob Stanislai, 1630–1638
- Johann Settegast, 1638–1643
- Christoph Rhode, 1643–1663
- Simon Böhm, 1663–1682
- Christoph Schultz, 1682–1692
- Johann Lemcke, 1692–1697
- Christoph Gottsched, 1697–1715, der Vater von Johann Christoph Gottsched, der 1700 im Pfarrhaus geboren wurde.
- Johann Meyer, 1715–1737
- Johann Gottlieb Sier, 1738–1749
- Georg Wilhelm Augar, 1750–1798
- Theodor Stein, 1798–1810
- Dietrich Gottfried Niedt, ab 1810
- Wilhelm Theodor A.G. Buchholz, 1842–1848
- Ernst Ludwig Storch, 1848–1872
- Louis Friedrich Wilhelm Tackmann, 1872–1893
- Louis Richard Otto Fünfstück, 1893–1924
- Gerhard Lawin, 1924–1945
- Horst Voßköhler, 1938–1939
- Albert Podschun, 1940–1945
- Kurt Flack, 1945

## Kirchenbücher
Von den Kirchenbüchern der Kirche von Juditten haben sich erhalten und werden heute im Evangelischen Zentralarchiv in Berlin-Kreuzberg aufbewahrt:
- Taufen: 1681 bis 1874, Namensverzeichnisse: 1727 bis 1825 und 1831 bis 1913
- Trauungen: 1847–1874, 1861–1936
- Beerdigungen: 1768 bis 1877, Namensverzeichnisse: 1768 bis 1893

## Gräberfelder
Auf dem Friedhof liegt der Bildhauer Stanislaus Cauer begraben. Südlich der Kirche befinden sich Massengräber von Deutschen, die 1945 bis 1947 an Hunger und Seuchen verstorben sind.